# 王厚德
王厚德（？—），江苏镇江人，中华人民共和国政治人物，中华全国总工会原副主席，中国工合国际委员会名誉主席。